# Melbourne Victory Football Club
Il Melbourne Victory Football Club, meglio noto come Melbourne Victory, è una società di calcio australiana con sede nella città di Melbourne. Milita nell'A-League Men, la massima divisione del campionato australiano di calcio. 
Il Melbourne Victory partecipa alla A-League sin dalla stagione inaugurale. Ha vinto due campionati di A-League, due A-League Premierships ed ha partecipato alla AFC Champions League in tre occasioni.
Il club gioca le partite di casa in due stadi, il Melbourne Rectangular Stadium e il Etihad Stadium, con capienza di 30 050 e 56 347 posti a sedere, rispettivamente. La società comprende anche una squadra giovanile, che gioca nella Lega Nazionale della Gioventù, e una squadra femminile, che compete nella A-League Women.

## Storia
Il Melbourne Victory fu fondato nel 2004 dopo la ristrutturazione del campionato australiano. La nuova A-League soppiantò, infatti, la National Soccer League (NSL). Furono create otto nuove società, che furono accettate dalla Football Federation Australia (FFA) e iscritte al nuovo torneo.
La prima stagione, 2005-2006, non fu felice per la squadra, che finì penultima in classifica. Grazie a un'ottima campagna acquisti e a una lunga preparazione, nella stagione 2006-2007 il Melbourne Victory ottenne il successo, vincendo dapprima la stagione regolare con 12 punti di vantaggio sull'Adelaide Utd e poi la fase finale del campionato, battendo per 6-0 in finale ancora l'Adelaide, già sconfitto nella semifinale. Nella stagione 2007-2008 il Melbourne Victory arrivò quinto in classifica.
Nella stagione 2008-2009 ottenne di nuovo il titolo di campione, mentre nell'annata seguente arrivò in finale nella post-season, per poi perdere contro il Sydney FC ai tiri di rigore. La stagione 2010-2011 si chiuse con il Melbourne Victory in quinta posizione.
La presidenza passò quindi da Geoff Lord all'imprenditore frutticolo Anthony Di Pietro. L'allenatore Ernie Merrick fu esonerato dopo una serie di risultati negativi, culminati nel 5-1 subito contro il Gamba Osaka nell'AFC Champions League 2011. Lo sostituì Mehmet Duraković, a sua volta rimpiazzato a metà stagione  da Jim Magilton. La squadra chiuse all'ottavo posto, mancando la qualificazione alla fase finale del campionato per la terza volta nella storia del club. L'anno dopo, sotto la guida di Ange Postecoglou, fresco vincitore del titolo australiano con il Brisbane Roar, per il Melbourne Victory arrivarono il terzo posto e l'eliminazione contro i futuri campioni del C.C. Mariners (1-0) nella fase finale del campionato. 
La stagione 2013-2014 vide Postecoglou lasciare la squadra dopo la terza giornata di campionato per diventare CT dell'Australia. Il club decise di fare causa alla federcalcio australiana per averle "scippato" l'allenatore, chiedendo invano un milione di dollari australiani come risarcimento danni. 
Si aprì poi l'era Kevin Muscat, ex capitano della squadra, che iniziò ad allenarla il 4 novembre 2013. L'annata vide gli arrivi di James Troisi, Kosta Barbarouses e Rashid Mahazi, tutte pedine chiave dei successi degli anni successivi. Il Melbourne Victory protestò vibrantemente per la mancata assegnazione di calci di rigore nei minuti finali delle partite contro il Brisbane Roar nella semifinale del campionato (persa per 1-0) e contro il Jeonbuk Hyundai in AFC Champions League, decisive ai fini della stagione. La partita contro i sudcoreani decretò l'eliminazione degli australiani nella fase a gironi della Champions, a causa di una differenza reti peggiore dei rivali per un solo gol. 
Per la stagione 2014-2015 la squadra si rinforzò con gli innesti di Besart Berisha, Carl Valeri, Daniel Georgievski, Fahid Ben Khalfallah e Matthieu Delpierre. Nel marzo 2015 annunciò la propria "squadra del decennio", in cui fu inserito Muscat. Dopo sei anni, il Victory rivinse la stagione regolare e poi batté per 3-0 il Sydney nell'attesa finale, laureandosi campione nazionale.
Nelle due annate seguenti la squadra di Melbourne visse alterne fortune. Nel 2015-2016 fu vinta la FFA Cup e la prima qualificazione del Victory agli ottavi di finale dell'AFC Champions League. Nel 2016-2017 ci furono il secondo posto nella stagione regolare in campionato e la sconfitta in finale contro il Sydney, che così eguagliò il Victory per numero di titoli vinti. 
Nel 2017-2018 la compagine di Melbourne tornò al successo in campionato, grazie anche agli acquisti di Rhys Williams e Leroy George, rivelatisi determinanti. La stagione fu tuttavia caratterizzata dalle critiche costanti al gioco della squadra dii Muscat, e per le cessioni, a metà stagione, del capitano Mark Milligan e del difensore Jason Geria. Malgrado la sconfitta in casa della capolista Sydney, nel finale di stagione il Victory attraversò un periodo di buona forma e chiuse quarto. Eliminò poi l'Adelaide United e anche il Sydney , battuto per 3-2 dopo i tempi supplementari (il Victory realizzò tre reti e due autoreti). In finale, contro i Newcastle Jets guidati dall'ex tecnico del Victory Ernie Merrick, la squadra allenata da Muscat ottenne una vittoria per 1-0 contro avversari ridotti in dieci uomini per l'espulsione di Roy O'Donovan, poi squalificato per dieci giornate per un calcio al portiere del Victory Lawrence Thomas. Il Victory divenne così la squadra più titolata di A-League e la prima a vincere il campionato partendo dal quarto posto nella stagione regolare, la più bassa per una squadra poi laureatasi campione d'Australia. Qualche settimana dopo ben sei calciatori dell'organico vincente lasciarono il club.
Nel 2018-2019 la squadra ha chiuso terza in A-League a un punto dalla seconda, il Sydney, poi affrontato nella semifinale. La partita ha visto la sconfitta del Victory per 6-1 contro i rivali, che poi hanno vinto il campionato. Malgrado il contratto prevedesse un altro anno, Muscat si è dimesso per ragioni personali, mettendo fine a una militanza ininterrotta di 14 anni nel club, prima da calciatore e capitano, poi da vice-allenatore e infine da allenatore.
Al posto di Muscat è stato ingaggiato Marco Kurz. Nel gennaio 2020, dopo sei mesi nel ruolo, Kurz viene dimesso dopo aver gestito la squadra per sole 13 partite, per quattro vittorie, tre pareggi e sei sconfitte; le sei sconfitte furono le maggiori perdite subite dal Melbourne Victory in una stagione. Kurz fu sostituito dal vice allenatore Carlos Pérez Salvachúa.  Tuttavia, il 30 maggio 2020, con 5 partite di A-League della stagione regolare rimanenti, Salvachúa lascia il club per tornare in Europa.  Il ruolo di allenatore è stato assegnato all'ex giocatore del Melbourne Victory Grant Brebner.

## Colori
I colori del Melbourne Victory sono blu marino, argento e bianco. Questi colori rappresentano i colori tradizionali per le squadre dello Stato del Victoria (blu marino e bianco) e i colori ufficiali di questo Stato australiano (blu marino ed argento). Il distintivo è uno scaglione rovesciato che rappresenta una 'V' ossia il simbolo che tradizionalmente identifica le squadre sportive del Victoria.

## Stadio
Inizialmente il Melbourne Victory disputava le partite interne nello stadio Olympic Park. Ideato per le Olimpiadi di Melbourne del 1956 dall'architetto italo-australiano Steven Senettì, originariamente prevedeva una capienza di circa 20 000 spettatori, ma dato il successo del Melbourne Victory durante la stagione 2006-2007, che attirò un numero inaspettato di spettatori, la squadra si trasferì all'Etihad Stadium, capace di contenere più di 55 000 spettatori.
Nonostante l'Etihad Stadium sia un impianto modernissimo, fu costruito principalmente per il football australiano che richiede un campo ovale molto più ampio che per il calcio. Fortunatamente Il governo dello stato del Victoria costruì uno stadio nuovo solamente per sport di palla che richiedono un campo rettangolare, invece che ovale. Il Melbourne Rectangular Stadium (nominato AAMI Park) diventò lo stadio del Melbourne Victory nel 2010, ed ha una capienza di 31 000 spettatori.

## Palmarès

### Competizioni nazionali
- Premier's Plate: 3

2006-2007, 2008-2009, 2014-2015
- Campionato australiano: 4

2006-2007, 2008-2009, 2014-2015, 2017-2018
- FFA Cup: 2

2015, 2021

### Altri piazzamenti
- Campionato australiano:

Secondo posto: 2009-2010, 2016-2017, 2024-2025
- FFA Cup:

Finalista: 2024
Semifinalista: 2016

## Tifoseria

### Storia
Il Melbourne Victory ha un numero notevole di tifosi organizzati, ognuno con il loro stile diverso. BWB (Blue and White Brigade), M7C (May 7 Crew), Flat Cap Crew, BWB Youth, Frontline. Seguono gruppi caratterizzati da un tipo di tifo continentale, e perciò si riferiscono a gruppi italiani, spagnoli, greci ecc. Mentre il SDC (Southern Death Crew), consiste principalmente di tifosi di origine celtica/anglosassone e perciò si ispirano a gruppi di tifosi inglesi e scozzesi. L'OSS (Offside Set) è dedicato a famiglie e persone non più giovanissime ma che vogliono attivamente tifare per il Melbourne Victory.

### Gemellaggi e rivalità
Le rivalità più importanti sono con il Sydney FC, Melbourne City, Brisbane Roar e l'Adelaide United.
Melbourne Derby - L'altra squadra di Melbourne è il Melbourne City. Quando le due squadre si incontrano, la partita viene nominata 'il derby dello Yarra' (Lo Yarra è il fiume che scorre a Melbourne)
The City Derby/The Big Blue - In tutta la storia dell'Australia dopo la colonizzazione europea, c'è sempre stata una grande rivalità tra le due principali città di questo paese, in tutti i campi. Perciò la più grande rivalità nell'A-League è tra il Melbourne Victory ed il Sydney FC. Le partite tra queste due squadre creano spesso controversie e sono spesso stizzite. La rivalità continua ad essere elevata dopo che Sydney riuscì a battere il Melbourne Victoru nell'ultima partita della stagione 2009-10 e dopo nella finalissima.
The Cross Border Rivalry - Il Melbourne Victory ha anche una grande rivalità con l'Adelaide United. Questa continua la tradizione della rivalità tra queste due città nel Football australiano.

## Organico

### Rosa 2024-2025
Aggiornata al 8 ottobre 2024
| N. |                           | Ruolo | Calciatore        |
| -- | ------------------------- | ----- | ----------------- |
| 2  | Australia (bandiera)      | D     | Jason Geria       |
| 3  | Costa d'Avorio (bandiera) | D     | Adama Traoré      |
| 5  | Francia (bandiera)        | D     | Damien Da Silva   |
| 6  | Australia (bandiera)      | C     | Ryan Teague       |
| 7  | Australia (bandiera)      | C     | Daniel Arzani     |
| 8  | Francia (bandiera)        | C     | Zinédine Machach  |
| 9  | Grecia (bandiera)         | A     | Nikos Vergos      |
| 10 | Uruguay (bandiera)        | A     | Bruno Fornaroli   |
| 14 | Australia (bandiera)      | C     | Jordi Valadon     |
| 16 | Australia (bandiera)      | D     | Joshua Inserra    |
| 17 | Australia (bandiera)      | C     | Nishan Velupillay |

| N. |                       | Ruolo | Calciatore          |
| -- | --------------------- | ----- | ------------------- |
| 18 | Australia (bandiera)  | C     | Fabian Monge        |
| 19 | Australia (bandiera)  | A     | Jing Reec           |
| 21 | Portogallo (bandiera) | D     | Roderick Miranda    |
| 22 | Australia (bandiera)  | D     | Joshua Rawlins      |
| 24 | Australia (bandiera)  | C     | Alexander Menelaou  |
| 25 | Australia (bandiera)  | P     | Jack Duncan         |
| 26 | Australia (bandiera)  | C     | Luka Kolic          |
| 27 | Australia (bandiera)  | C     | Reno Piscopo        |
| 28 | Australia (bandiera)  | D     | Kasey Bos           |
| 30 | Australia (bandiera)  | P     | Daniel Graskoski    |
| 40 | Australia (bandiera)  | P     | Christian Siciliano |